# Korenovsk
Korenovsk (del ruso: Корено́вск) es una ciudad, centro administrativo del raión de Korenovsk del krai de Krasnodar de Rusia. Está situada a orillas del río Beisuzhok Izquierdo, afluente del Beisug, 57 km al nordeste de Krasnodar. Tenía 41 166 habitantes en 2010.
Es centro del ókrug urbano homónimo, al que pertenecen asimismo: Malióvanni, Mirni, Svobodni y Yuzhni.

## Historia
Korenovsk fue fundada en 1794 como un asentamiento de los cosacos del Mar Negro (572 colonos). Su nombre deriva del de Korenivka, en el óblast de Zhytomyr de Ucrania. Desde mediados del siglo XIX pasa a ser la stanitsa Korénovskaya. En 1833 se construyó en madera la iglesia de San Sava. 
La llegada del ferrocarril en 1888 a la estación de Stachnino de la localidad supondría un empujón al desarrollo de la misma. Su población, que en 1867 era de 3 825 habitantes, en 1897 era de 10 104 habitantes y en 1909 de 18 079 habitantes. Se abrió un molino de vapor, una fábrica de aceite y una pastelería. 
Tras la revolución bolchevique se construyó una planta de energía hidroeléctrica, una fábrica de azúcar un hospital y una escuela. Fue ocupada durante seis meses en la Gran Guerra Patria (1942-1943). El 21 de julio de 1961 obtuvo el estatus de ciudad y su nombre actual.

## Demografía
| 1794 | 1867 | 1897   | 1909   | 1959   | 1970   | 1979   | 1989   | 2002   | 2009   |
| ---- | ---- | ------ | ------ | ------ | ------ | ------ | ------ | ------ | ------ |
| 572  | 3825 | 10 104 | 18 079 | 18 200 | 26 300 | 34 900 | 35 800 | 40 844 | 41 742 |

## Clima
| Parámetros climáticos promedio de Otrádnaya          | Parámetros climáticos promedio de Otrádnaya | Parámetros climáticos promedio de Otrádnaya | Parámetros climáticos promedio de Otrádnaya | Parámetros climáticos promedio de Otrádnaya | Parámetros climáticos promedio de Otrádnaya | Parámetros climáticos promedio de Otrádnaya | Parámetros climáticos promedio de Otrádnaya | Parámetros climáticos promedio de Otrádnaya | Parámetros climáticos promedio de Otrádnaya | Parámetros climáticos promedio de Otrádnaya | Parámetros climáticos promedio de Otrádnaya | Parámetros climáticos promedio de Otrádnaya | Parámetros climáticos promedio de Otrádnaya |
| Mes                                                  | Ene.                                        | Feb.                                        | Mar.                                        | Abr.                                        | May.                                        | Jun.                                        | Jul.                                        | Ago.                                        | Sep.                                        | Oct.                                        | Nov.                                        | Dic.                                        | Anual                                       |
| ---------------------------------------------------- | ------------------------------------------- | ------------------------------------------- | ------------------------------------------- | ------------------------------------------- | ------------------------------------------- | ------------------------------------------- | ------------------------------------------- | ------------------------------------------- | ------------------------------------------- | ------------------------------------------- | ------------------------------------------- | ------------------------------------------- | ------------------------------------------- |
| Temp. máx. media (°C)                                | 3.3                                         | 3.8                                         | 8.8                                         | 16.8                                        | 22.5                                        | 26.1                                        | 29.4                                        | 28.3                                        | 23.2                                        | 16.9                                        | 9.4                                         | 3.9                                         | 16.1                                        |
| Temp. mín. media (°C)                                | -1.9                                        | -2.5                                        | 1.3                                         | 7.2                                         | 12.1                                        | 16.4                                        | 19.8                                        | 19.3                                        | 14.6                                        | 9.0                                         | 3.0                                         | -1.2                                        | 8.3                                         |
| Precipitación total (mm)                             | 90                                          | 77                                          | 67                                          | 67                                          | 69                                          | 86                                          | 63                                          | 62                                          | 61                                          | 69                                          | 83                                          | 101                                         | 893                                         |
| Fuente: Temperaturas del krai de Krasnodar (en ruso) |                                             |                                             |                                             |                                             |                                             |                                             |                                             |                                             |                                             |                                             |                                             |                                             |                                             |

## Economía y transporte
El principal sector económico de la localidad es el alimentario: lácteos, (empresa Korovka iz Korenovki -Коровка из Кореновки), azúcar, fábrica de cerveza. Es un área productora de cereales y hortalizas, por la calidad de su tierra (chernozem). Se desarrolla también la ganadería y la cría de aves de corral. 
La localidad alberga un aeródromo militar.
Cuenta con una estación en el ferrocarril Tijoretsk - Krasnodar. Está a un lado de la carretera federal M4 Moscú-Novorosisk.

## Personalidades
- Aleksandr Márshal (n. 1957), cantante, bajista y compositor soviético y ruso. Uno de los integrantes de la banda Gorky Park.
- Nikolái Zinóviev (n.1960), escritor soviético y ruso.